# إنتاج منزلي
الإنتاج المنزلي أو الإنتاج الأسري (بالإنجليزية: Household production)‏، فئة اقتصادية للأنشطة بما في ذلك التدبير المنزلي.
يتم تعريفه على أنه "إنتاج السلع والخدمات، من قبل أفراد الأسرة المعيشية، لاستهلاكهم الخاص، باستخدام رأس مالهم، وعملهم غير المأجور.
تشمل السلع والخدمات التي تنتجها الأسر لاستخدامها الخاص: الإقامة، والوجبات، والملابس النظيفة، ورعاية الأطفال. حيث تتضمن عملية الإنتاج المنزلي، تحويل السلع الوسيطة المشتراة، إلى سلع استهلاكية نهائية. تستخدم الأسر رأس مالها، وعملها الخاص ".
هناك جهود لبناء تقديرات لقيمة الإنتاج المنزلي، بطريقة مماثلة للناتج المحلي الإجمالي، على الرغم من أن هذه الفئة لا يتم تضمينها عادة في الناتج المحلي الإجمالي. عادة ما يتم استهلاك السلع والخدمات التي تنتجها الأسر داخل نفس البلد، وبالتالي فهي تساهم في فئة «الاستهلاك المحلي» في الحسابات القومية.